# Villa Berthier
La villa Berthier est une voie du 17e arrondissement de Paris, en France.

## Situation et accès
La villa Berthier est une voie publique située dans le 17e arrondissement de Paris. Elle débute au 133, avenue de Villiers et se termine en impasse.

## Origine du nom
La voie tient son nom du maréchal de France Louis Alexandre Berthier (1753-1815).

## Historique
Appelée « impasse de la Fontaine-des-Ternes », avant 1877, car elle menait à une source où les habitants des Ternes venaient puiser l'eau, elle prend le nom d'« impasse Berthier » ; elle devient la « villa Berthier » en 1934. 
Elle est classée dans la voirie de Paris par un arrêté du 24 août 1968.